# Nsoho
Nsoho ist ein Verwaltungsbezirk (Ward) des Distrikts Mbeya (CC) in der tansanischen Region Mbeya. Er grenzt im Westen und Nordwesten an den Bezirk Iziwa, im Nordosten an Itagano, im Südosten an Sisimba und im Südwesten an den Bezirk Itende. 

## Geografie
Nsoho ist ein Stadtrand-Bezirk im Nordwesten der Regionshauptstadt Mbeya. Das Gebiet steigt von 1800 Meter Seehöhe im Süden auf über 2000 Meter im Norden an. Die Fläche des Bezirks beträgt 12,19 Quadratkilometer und bei der Volkszählung 2022 lebten hier 2428 Menschen in 653 Haushalten.

## Gliederung
Der Bezirk besteht aus vier Stadtteilen (Mtaa):
- Nsoho
- Kilabuni
- Idunda
- Mbeya Peak

## Wirtschaft und Infrastruktur
- Bildung: Die Nsoho Secondary School bildet Jugendliche bis zur 4. Stufe aus.[6]